# Jilotzingo, Puebla
Jilotzingo är en ort i Mexiko.   Den ligger i kommunen Zacatlán och delstaten Puebla, i den sydöstra delen av landet, 140 km nordost om huvudstaden Mexico City. Jilotzingo ligger 1 672 meter över havet och antalet invånare är 1 427.
Terrängen runt Jilotzingo är bergig. Runt Jilotzingo är det ganska tätbefolkat, med 160 invånare per kvadratkilometer. Närmaste större samhälle är Chiconcuautla, 7,9 km nordväst om Jilotzingo. I omgivningarna runt Jilotzingo växer i huvudsak blandskog.